# Mary Cartwright
Mary Lucy Cartwright (ur. 17 grudnia 1900 w Aynho, Northamptonshire, zm. 3 kwietnia 1998 w Cambridge) – angielska matematyczka, jedna z twórców podstaw teorii chaosu, Mistress Girton College (Cambridge) w latach 1949–1968, pierwsza kobieta, która otrzymała Medal Sylvestera (1964), członek Council of Royal Society, prezes London Mathematical Society, odznaczona Orderem Imperium Brytyjskiego II klasy (DBE).

## Życiorys

### Dzieciństwo i młodość
Urodziła się w roku 1900 jako córka wikarego (później rektora) w Aynho. Miała młodszego brata, Fryderyka, który uczęszczał do Rugby School (w przyszłości został wiceprezesem British Steel Corporation, BSC). Mary początkowo uczyła się w domu, pod opieką guwernantek, a następnie w różnych szkołach, m.in. w Godolphin School w Salisbury.
Studiowała matematykę w St Hugh's College (Uniwersytet Oksfordzki) w latach 1919–1923. Początkowo napotykała trudności. Uważała, że ma zbyt słabe przygotowanie ze szkoły – myślała nawet o zmianie kierunku studiów na historię. Zrezygnowała z tych planów pod wpływem zajęć wieczorowych, prowadzonych przez G.H. Hardy’ego (University of Cambridge). Studia ukończyła w drugim roku od chwili przyznania kobietom praw do uzyskiwania stopni naukowych w tej uczelni.
Po studiach była przez cztery lata nauczycielką matematyki w szkołach. W roku 1928 podjęła pracę doktorską w University of Cambridge pod kierunkiem G.H. Hardy’ego i E.C. Titchmarsha; uzyskała stopień PhD w dziedzinie matematyki w roku 1930, na podstawie pracy The Zeros of Integral Functions of Special Types.

### Kariera zawodowa
W latach 1923–1928 Mary Cartwright pracowała jako nauczycielka matematyki w Alice Ottley School (1923–1927) i Wycombe School (1927–1928). Od roku 1933 była związana z Cambridge University, zajmując stanowiska:
- 1935–1959 – lecturer[c],
- 1959–1968 – reader[d] Theory of Functions,
- 1935–1998 (do roku śmierci) – Girton College, Cambridge:

– kierownik Studies in Mathematics (1935–1948),
– Mistress Girton College (1949–1968).
Była również profesorem wizytującym.

## Publikacje (wybór)
W pracy Fascinating mathematical people. Interviews and memoirs (D. Albers, G. Alexanderson, 2011) wymieniono pozycje dorobku Mary Cartwright:
- Non-linear vibrations: A chapter in mathematical history, Mathematical Gazette, 36 (1953): 81–88,
- Mathematics and thinking mathematically, American Mathematical Monthly, 77 (1970): 20–28,
- Some points in the history of the theory of nonlinear oscillations, Bulletin of the Institute for Mathematics and Its Applications, 10 (1974): 329–33,
- John Edensor Littlewood, FRS, FRAS, hon FIMA. Bulletin of the Institute for Mathematics and Its Applications, 12 (1976), 87–90.

Jej dorobek naukowy jest również omawiany w pracach innych autorów, np.:
- C. Godfrey, A.W. Siddons, Modern Geometry, Cambridge: Cambridge University Press, 1908,
- S. L. McMurran, J. J. Tattersall, The mathematical collaboration of M.L. Cartwright and J.E. Littlewood, American Mathematical Monthly, 103 (1996): 833–845,
- S. L. McMurran, J. J. Tattersall, Cartwright and Littlewood on Van der Pol’s equation, Contemporary Mathematics, 208 (1997): 265–276.

## Uhonorowanie
Mary Lucy Cartwright została w roku 1969 odznaczona Orderem Imperium Brytyjskiego, z honorowym tytułem Dame; otrzymała również inne honorowe tytuły i medale:
- 1947 – członkostwo Royal Society (jako pierwsza kobieta-matematyk),
- 1950 – British Mathematical Colloquium plenary speaker[g] (rekomendacja: G.H. Hardy i J.E. Littlewood),
- 1951 – British Mathematical Colloquium morning speaker,
- 1961–1963 – President London Mathematical Society (LMS),
- 1964 – Medal Sylvestera za wybitny wkład do analizy i teorii funkcji zmiennych rzeczywistych i zespolonych od Royal Society,
- 1968 – De Morgan Medal od London Mathematical Society[11],
- 1968 – członkostwo Royal Society of Edinburgh.